# Bom Princípio
Pour les articles homonymes, voir Bom Princípio (homonymie).
Bom Princípio est une ville brésilienne de la mésorégion métropolitaine de Porto Alegre, capitale de l'État du Rio Grande do Sul, faisant partie de la microrégion de Montenegro et située à 68 km au nord de Porto Alegre. Elle se situe à une latitude de 29° 29′ 23″ sud et à une longitude de 51° 21′ 13″ ouest, à 50 m d'altitude. Sa population était estimée à 10 910 en 2007, pour une superficie de 88 km2. L'accès s'y fait par les RS-122, RS-415 et RS-452.
Les premiers habitants du territoire de l'actuelle Bom Princípio furent les indigènes Kaingang.
Les premières installations d'Européens se firent en 1848 quand arriva l'immigrant allemand Wilhelm Winter qui acheta les terres de José Inácio Teixeira et y fixera sa résidence. L'endroit fut appelé Winterschneiss ("chemin des Winter"), après que Winter vendît ses propriétés. En contrepartie de ces ventes, il exigeait que les acheteurs éduquent correctement leurs enfants, exercent d'autres professions que leurs parents et que tous fussent catholiques. Ce dernier fait explique pourquoi la municipalité est une des rares au Brésil où l'on ne rencontre qu'une seule religion.
L'économie du secteur primaire est majoritairement dominée par la culture du maïs et de la fraise (1 080 tonnes par an), mais il y a aussi des élevages de poulets. Le secteur secondaire produit des meubles et de céramique, des chaussures et des huiles végétales.

## Villes voisines
- São Vendelino
- Alto Feliz
- Feliz
- São Sebastião do Caí
- Harmonia
- Tupandi
- Barão

## Note
1. ↑  Dans ce cas, diminutif -inho a une connotation affective (morango + -inho ="petite fraise"). C'est ainsi au Brésil...
2. ↑  IBGE